# 포츠담 중앙역
포츠담 중앙역(Potsdam Hauptbahnhof)은 브란덴부르크주의 주도인 포츠담의 중앙역이다. 1838년 베를린-마그데부르크선 개통 당시에 영업을 시작했다. 현재의 이름은 1999년부터 사용하기 시작했으며, 개업 초기에는 포츠담역(Bahnhof Potsdam), 1960년부터는 포츠담 슈타트역(Potsdam Stadt)으로 불렸다. 베를린 S반 S7 노선의 서쪽 종착역이다. 포츠담 시내 및 인접한 베를린 남서부권 교통에서도 포츠담 노면전차 및 버스 노선으로 환승할 수 있다.

## 역사

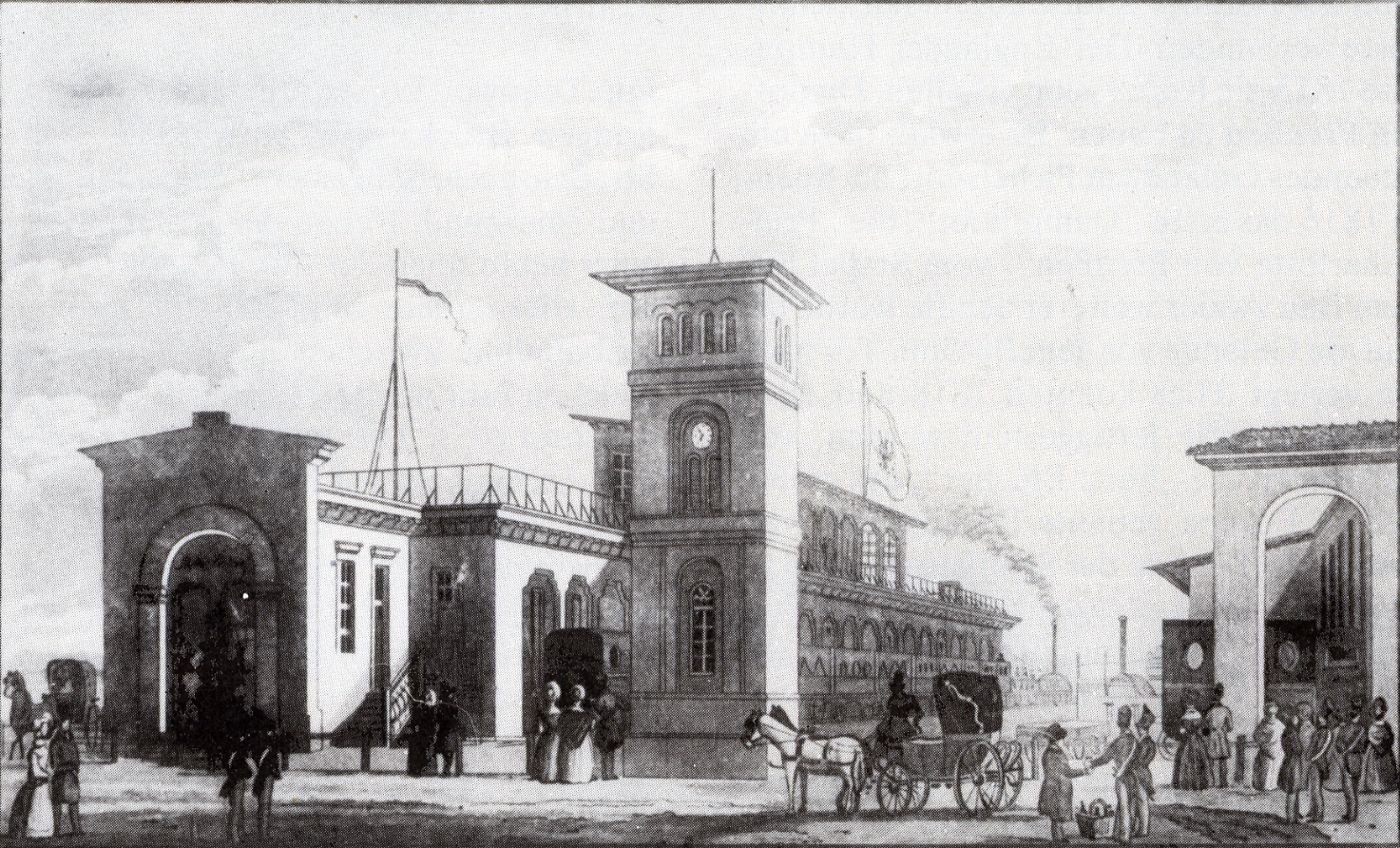
1840년에 건설된 초대 포츠담역

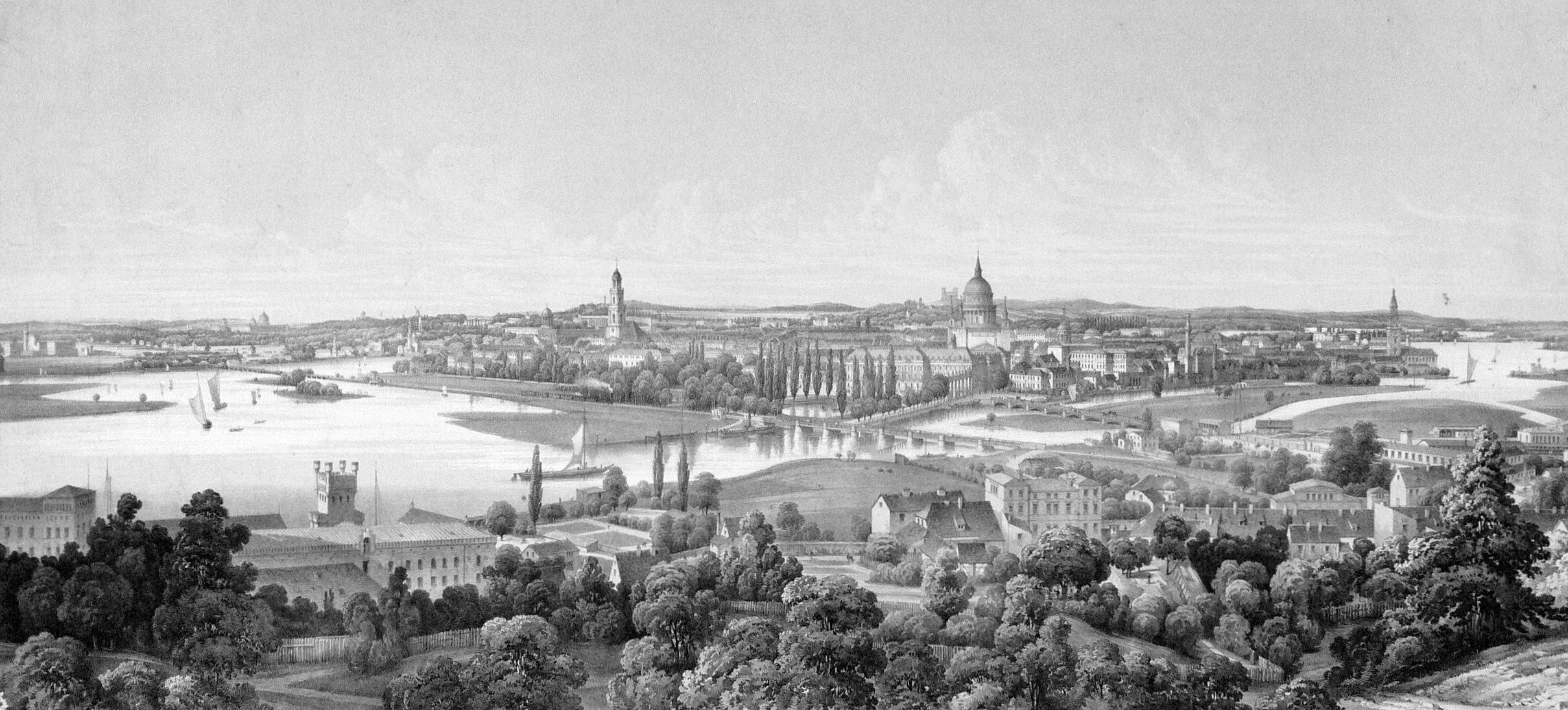
프란츠 요제프 잔트만, 1850년의 포츠담

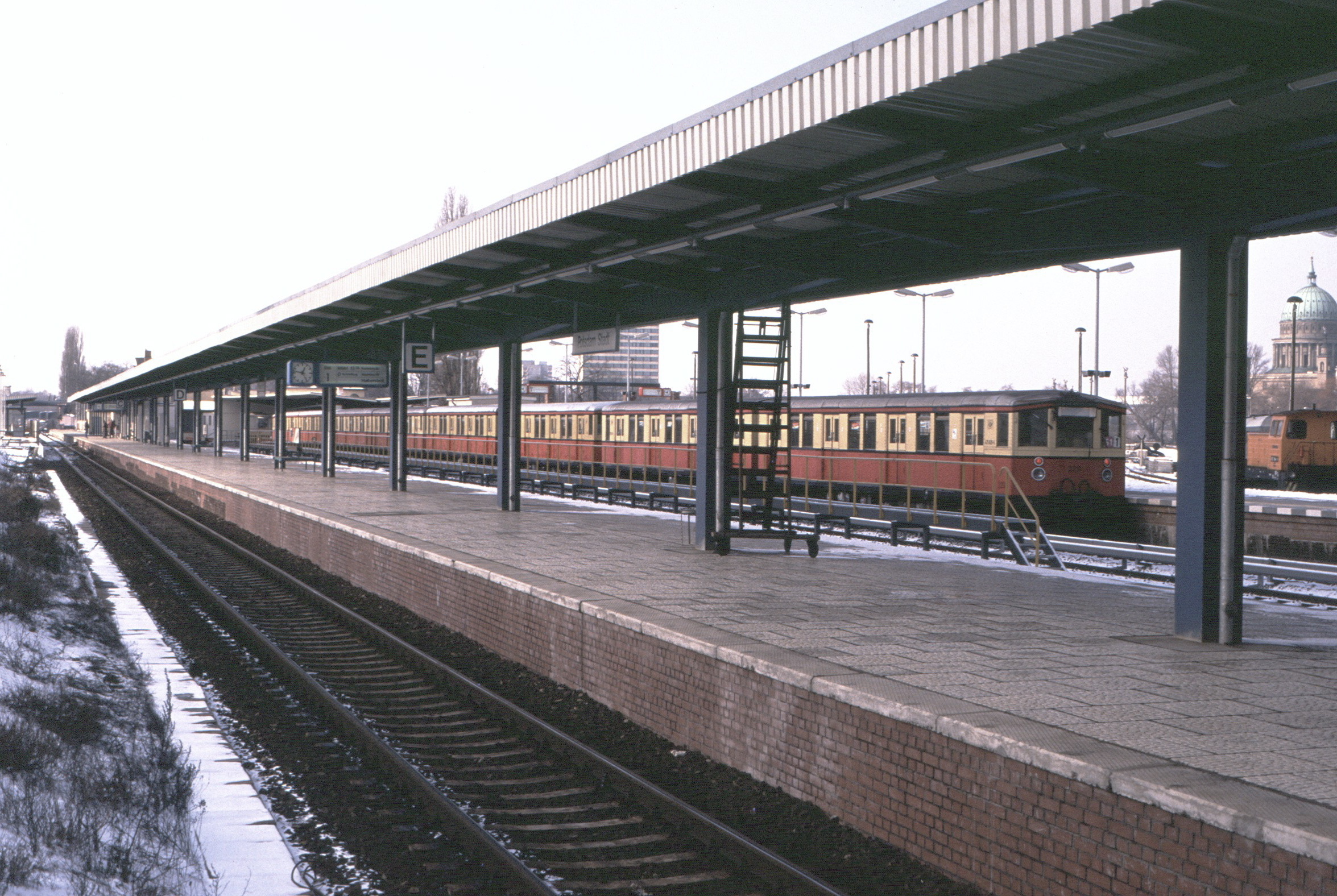
1993년 당시 포츠담 슈타트역의 베를린 S반

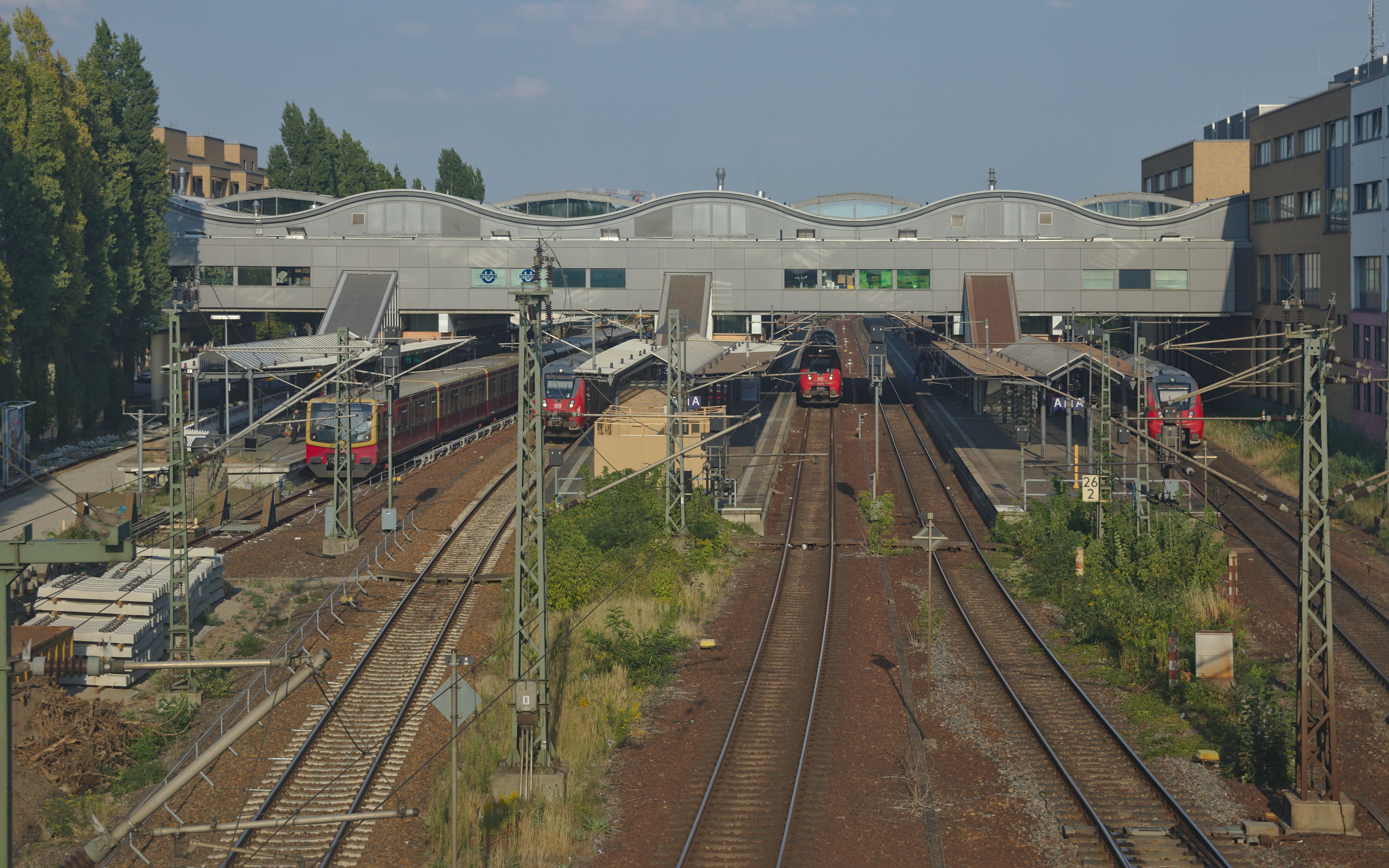
서쪽에서 바라본 포츠담 중앙역의 선로

베를린에서 포츠담으로 이어지는 철도 노선은 1838년 9월 22일에 개통했다. 프로이센 최초의 철도 노선이며, 현재의 독일에서 영업 중인 가장 오래 된 철도 노선이기도 하다. 당시 종착역은 현재 포츠담 중앙역 위치에 있었고, 랑게브뤼케(Lange Brücke)교 서쪽에 있었넌 증기선 선착장과 이어지는 전용선이 있었다. 포츠담-마그데부르크 철도회사(Potsdam-Magdeburger Eisenbahngesellschaft)에서 1846년 8월 7일에 하펠강을 가로지르는 포츠담 철교를 완공한 후 기존 종착역은 중간역이 되었다. 1997년/1999년까지는 교량에 본선만 설치되어 있었다. 이 과정에서 선로 북쪽에 고전주의 양식 역사와 역 광장이 조성되었다. 1928년에는 베를린 S반 노선이 연장되었고, 약 1년 후에 전철화되었다. 제2차 세계 대전으로 인하여 역이 파괴되었고, 전후에 새로운 역사가 건설되었다.
1953년부터 1958년까지는 포츠담에서 출발하여 서베를린을 무정차 통과하고 동베를린으로 운행하는 열차(Durchläuferzug)가 운행했다. 1958년에는 베를린 외곽순환선이 개통되면서 동독 국내를 운행하는 열차는 포츠담 남서쪽에 위치한 포츠담 남역(Potsdam Süd, 현재의 포츠담 피르슈하이데역)으로 우회되었다. 이러한 열차는 쇠네펠트를 거쳐서 동베를린으로 진입했다. 국내선 장거리 열차와 동서독간 열차(아헨-괴를리츠, 뮌헨-로스토크) 역시 외곽순환선으로 우회되었다. 1960년에는 포츠담 슈타트(Potsdam Stadt)역으로 개칭되었고, 1961년에는 포츠담 남역이 포츠담 중앙역으로 개칭되었다. 베를린 장벽 건설로 인하여 S반 전동차 운행이 중단되었고 몇 개월 후 폐선되었다. 당시의 포츠담 슈타트역과 포츠담 바벨스베르크역은 포츠담 중앙역에서 출발하는 지역간 열차로만 이용할 수 있었다. 서베를린으로 향하는 열차도 포츠담 슈타트역으로 운행했고 동독 측의 감시 인원은 포츠담 그리브니츠제역에서 승하차했다. 일반 승객은 1963년부터 하차만 할 수 있었다.
1990년 1월부터 베를린 반제역과의 지역간 열차 운행이 재개되었다. S반 전동차 운행은 1992년이 되어서야 재개되었다. 1997년에는 포츠담 슈타트역의 구 역사, 기관차고, 유치선을 철거하고 신축 공사가 시작되었다. 설계는 Gerkan, Marg und Partner에서 담당했다. 두 동으로 나뉜 건물이 물결 모양의 지붕 아래에서 내부적으로 연결되는 구조이다. S반 승강장은 완전히 새로 건설되었으며, 지역간 열차용 승강장은 1선이 추가로 건설되었다. 남부 출입구에는 새로운 역 광장이 조성되었고 버스 및 노면전차 환승센터가 건설되었다. 역 상가에는 쇼핑 센터와 영화관 및 사무실이 입주했다. 1999년 9월 1일에는 포츠담 슈타트역이 포츠담 중앙역으로 개칭되었다.
2014년 12월부터 S반 승강장에 1인 승무를 위한 ZAT-FM이 도입되었다.
2016년 초부터 557대 규모의 자전거 주차장이 개업했다. 이와 함께 자전거 수리점, 물품 보관소, 전동 자전거 충전소가 개업했다.
2018년 6월부터 S반 선로 증설 공사가 시작되었다. S반 승강장 동쪽에서 누테강 철교까지의 구간을 복선화하여 교행 없이 운행할 수 있는 거리를 증가시켰다. 그 자리에 있었던 인상선은 승강장 서쪽에 새로 건설되었다. 2019년 3월 25일부터 신설 선로가 영업 운행에 사용되기 시작했고 ZBS가 도입되었다.

## 인접 정차역

### 장거리 열차
2006년 5월 시간표 개정부터 베를린 중앙역 개통과 그로 인한 하노버-베를린 고속선으로의 열차 운행 전환으로 인하여 ICE가 정차하지 않았다. 포츠담에서 베를린을 경유하여 서쪽으로 이동하는 것이 우회 경로이기는 하지만 고속선이 설치되지 않은 베를린-마그데부르크선을 경유하는 것에 비하여 시간 단축 효과가 있었기도 하다. 2016년부터 일부 ICE 열차가 정차하기 시작했다.
| ICE·IC                                                     | ICE·IC                 | ICE·IC                         |
| ---------------------------------------------------------- | ---------------------- | ------------------------------ |
| 브란덴부르크 중앙역 뮌헨 중앙역 방면                       | ICE 25                 | 베를린 중앙역 베를린 동역 방면 |
| 브란덴부르크 중앙역 노르트다이히 몰레·엠덴 아우센하펜 방면 | IC 56                  | 베를린 반제 콧부스 중앙역 방면 |
| 브란덴부르크 중앙역 탈레 중앙역/고슬라어 방면              | 하르츠베를린엑스프레스 | 베를린 반제 베를린 동역 방면   |

### 지역간 열차 및 S반
RB 20/RB 22 열차는 평일에는 포츠담 그리브니츠제-골름 구간을 병결 운행하고 골름에서 열차가 분리된다.
| RE·RB                                        | RE·RB | RE·RB                                          |
| -------------------------------------------- | ----- | ---------------------------------------------- |
| 포츠담 샤를로텐호프 마그데부르크 중앙역 방면 | RE 1  | 베를린 반제 프랑크푸르트 (오데르) 중앙역 방면  |
| 포츠담 샤를로텐호프 오라니엔부르크 방면      | RB 20 | 포츠담 그리브니츠제 방면                       |
| 시·종착역                                    | RB 21 | 포츠담 샤를로텐호프 베를린 게준트브루넨 방면   |
| 포츠담 그리브니츠제 방면                     | RB 22 | 포츠담 샤를로텐호프 쾨니히스 부스터하우젠 방면 |
| 포츠담 샤를로텐호프 골름 방면                | RB 23 | 포츠담 그리브니츠제 BER 공항 터미널 1-2 방면   |
| 시·종착역                                    | RB 33 | 포츠담 샤를로텐호프 위터보크 방면              |
| 베를린 S반                                   |       |                                                |
| 시·종착역                                    | S7    | 포츠담 바벨스베르크 아렌스펠데 방면            |

## 같이 보기
- 베를린 S반

## 참고 문헌
- Paul Sigel, Silke Dähmlow, Frank Seehausen, Lucas Elmenhorst: Architekturführer Potsdam. Dietrich Reimer Verlag, Berlin 2006, ISBN 3-496-01325-7.
- Deutscher Bahnkunden-Verband: Potsdams Hauptbahnhöfe Verlag GVE, Berlin 2001, ISBN 3-89218-070-9.